# Lanches-Saint-Hilaire
Lanches-Saint-Hilaire település Franciaországban, Somme megyében. Lakosainak száma 131 fő (2022. január 1.). Lanches-Saint-Hilaire Berneuil, Domart-en-Ponthieu, Domesmont, Épécamps, Gorges és Ribeaucourt községekkel határos.

## Népesség
A település népességének változása:
| Lakosok száma | 123  | 127  | 129  | 131  | 133  | 133  | 132  | 132  | 131  |
|               | 2013 | 2015 | 2016 | 2017 | 2018 | 2019 | 2020 | 2021 | 2022 |